# Ambrosius Stub
Ambrosius Stub (né à Gummerup, Fionie mai 1705 et mort le 15 juillet 1758 à Ribe) est un poète et écrivain du Danemark.